# Мали Анјуј
Мали Анјуј је десна саставница реке Анјуј. Извире на Анадирској висоравни у Чукотском аутономном округу на крајњем североистоку Руске федерације. Река је дуга 738 km. са површином слива од 49.800 km²
Спајањем са Великим Анјујем формира реку Анјуј десну притоку Колиме. Река се замрзава почетком октобра и замрзнута је до почетка јуна. У доњем току је пловна. 